# Eurovisiesongfestival 1998
Het Eurovisiesongfestival van 1998 werd georganiseerd door het Verenigd Koninkrijk, en uitgezonden vanuit Birmingham op 9 mei van dat jaar. De vaste BBC-commentator Terry Wogan zorgde samen met Ulrika Johnsson voor de presentatie dat jaar. 1998 zal om meerdere redenen herinnerd worden. Het was het laatste jaar met een orkest dat toen al niet meer verplicht was en tevens het laatste jaar van de beperking van de taalvrijheid. Voor het eerst werd er ook in bijna alle landen met televoting gewerkt. Ook de wedstrijd zelf was opvallend. De winnaar was pas bij de laatste puntentoekenning bekend en ook de winnaar was een van de opvallendste in het rijtje winnaars van het festival.
De newagetrend na de overwinning van Secret Garden in 1995 was voorbij. Enkel de groep Edea uit Finland hoorde nog in dit genre thuis met een nummer waarbij de Finse taalhandicap zo veel mogelijk vermeden werd. Een opvallende kandidate was Dana International uit Israël, een transgender vrouw. Al even opvallend was de verschijning van Guildo Horn uit Duitsland. Hij bracht een nummer met vooral veel show en humor waarbij hij het volledige podium, inclusief een stelling, in gebruik nam en zelfs in het publiek dook.

## Puntentelling
Werd het festival geopend door twee presentatoren, de puntentelling werd door Johnson in haar eentje gedaan. Het oproepen van de landen ging op volgorde van deelname. Het geven van de punten gebeurde op volgorde van laag naar hoog. De presentatrice herhaalde het land en de punten in de taal (Frans of Engels) waarin ze gegeven werden om daarna beide gegevens in de andere taal te herhalen.
De punten werden zichtbaar gemaakt door de gegeven punten achter de landnaam te laten verschijnen op het scorebord. Af en toe werd een andere weergave gebruikt: op een landkaart met deelnemende landen werd het land dat punten ontving omhoog getild. Hoe meer punten, hoe hoger het land. In die weergave was de totaalstand van de landen niet te zien. Tussen de jury's door werd de tussenstand zichtbaar door het scorebord in volgorde van punten neer te zetten. Bij het geven van de punten stonden de landen echter weer in volgorde van optreden.
Na enkele stemrondes werd duidelijk dat publiekslieveling Israël - vertegenwoordigd door Dana International met haar nummer Diva - zijn favorietenrol waar zou kunnen maken. Op de voet volgden echter ook Malta, het Verenigd Koninkrijk, Nederland, Kroatië en België. Het zou uiteindelijk een nek-aan-nekrace worden tussen Malta en Israël, waarbij Nederland en het Verenigd Koninkrijk af en toe ook eens aan de koppositie mochten ruiken. Na 24 stemrondes en met nog enkel de stemmen uit Macedonië te gaan, lagen Israël en Malta beide op 166 punten. Met elke puntenbekendmaking uit Skopje en zolang nog geen van beide landen genoemd werden, steeg de spanning tot aan de 8 punten voor Israël. Het VK kreeg de 10, waarmee het net 167 punten had en de 12 punten gingen uiteindelijk naar Kroatië, en niet naar Malta, waardoor Israël won en de Maltese Chiara slechts de derde plaats toebedeeld kreeg. Dat was wel een evenaring van de hoogste score die het land tot dan haalde (eerder al in 1992).
Op de 50e verjaardag van de staat Israël had Dana International voor de derde overwinning gezorgd. Het was een omstreden overwinning daar Dana International de eerste openlijke transseksuele kandidaat op het festival was. In eigen land was er fel protest van de orthodoxe joden. Dana International had duidelijk op de overwinning gerekend. Haar geplande festivaljurk, een creatie met papegaaienveren van Jean-Paul Gaultier werd wel op de repetities gebruikt, maar niet op het festival zelf. Nadat duidelijk was dat Israël het festival won, wisselde Dana International nog snel van outfit en werd het winnende nummer in de bonte jurk herhaald.
Voor Nederland had Edsilia Rombley voor het beste resultaat gezorgd sinds de laatste overwinning in 1975: de vierde plaats met 150 punten. België deed het ook heel goed in de kopgroep op dit festival en werd zesde. Het nummer Dis oui van de 16-jarige Mélanie Cohl werd zo de beste score voor het land sinds zijn overwinning in 1986.
De puntentelling moest na het festival nog enigszins aangepast worden. Bij de Spaanse puntentoekenning was Duitsland uit het rijtje gevallen terwijl het land 12 punten had moeten krijgen. Die punten werden later nog toegekend.

## Terugkerende artiesten
| Land    | Artiest  | Plaats | Eerdere deelname                | Plaats toen |
| ------- | -------- | ------ | ------------------------------- | ----------- |
| Kroatië | Danijela | 5      | Kroatië 1995 (deel van Magazin) | 6           |

## Nationale voorselecties
In Kroatië deden Novi Fosili en Zorica Kondza mee, Kondza won de nationale finale in 1985 maar het land trok zich uiteindelijk terug van het festival. In Griekenland strandden Robert Williams (ESF '77) en Mariana Efstratiou (ESF '89, '96) in de halve finale, Hara Konstantinou die vorig jaar nog voor Cyprus op het podium stond werd laatste in de finale. In Duitsland was de groep Wind er opnieuw bij, al was de bezetting helemaal anders dan in de jaren 80. Miriam Christine stond 2 jaar geleden voor Malta op het podium, Georgina in '91 en als backing in '96 bij Miriam Christine. In Slovenië waagden Darja Svajger (ESF '95) en Regina (ESF '96) opnieuw hun kans. Monica Anghel werd 2de in Roemenië, 2 jaar geleden won ze de selectie maar raakte toen niet door de Europese voorselectie. In Cyprus deden Alexandros Panayi (ESF '95) en Kyriakos Zymboulakis (ESF '93) mee. Nanne Grönvall werd 4de in Zweden, 2 jaar geleden stond ze nog op het songfestival met de groep One More Time. In Finland werd Kaija Kärkinen (ESF '91) 7de. Voor 4-voudig deelneemster Elisabeth Andreassen was geen 5de deelname weggelegd, ze werd 2de in Noorwegen. In Estland waren Ivo Linna (ESF '96) en Janika Sillamaa van de partij, Sillamaa won in '93 maar raakte niet door de Oost-Europese voorselectie. Şebnem Paker zong de vorige 2 jaar voor Turkije en haalde vorig jaar zelfs een 3de plaats, nu werd ze 4de.

## Uitslag
| Plaats | Land                | Artiest                | Titel                         | Punten |
| ------ | ------------------- | ---------------------- | ----------------------------- | ------ |
| 1      | Israël              | Dana International     | Diva                          | 172    |
| 2      | Verenigd Koninkrijk | Imaani                 | Where are you                 | 166    |
| 3      | Malta               | Chiara                 | The one that I love           | 165    |
| 4      | Nederland           | Edsilia Rombley        | Hemel en aarde                | 150    |
| 5      | Kroatië             | Danijela               | Neka mi ne svane              | 131    |
| 6      | België              | Mélanie Cohl           | Dis oui                       | 122    |
| 7      | Duitsland           | Guildo Horn            | Guildo hat euch lieb!         | 86     |
| 8      | Noorwegen           | Lars Fredriksen        | Alltid sommer                 | 79     |
| 9      | Ierland             | Dawn Martin            | Is always over now            | 64     |
| 10     | Zweden              | Jill Johnson           | Kärleken är                   | 53     |
| 11     | Cyprus              | Michalis Chatzigiannis | Genesis                       | 37     |
| 12     | Estland             | Koit Toome             | Mere lapsed                   | 36     |
| 12     | Portugal            | Alma Lusa              | Se eu te pudesse abraçar      | 36     |
| 14     | Turkije             | Tüzmen                 | Unutamazsin                   | 25     |
| 15     | Finland             | Edea                   | Aava                          | 22     |
| 16     | Spanje              | Mikel Herzog           | ¿Qué voy a hacer sin ti?      | 21     |
| 17     | Polen               | Sixteen                | To takie proste               | 19     |
| 18     | Slovenië            | Vili Resnik            | Naj bogovi slišijo            | 17     |
| 19     | Macedonië           | Vlado Janevski         | Ne zori, zoro                 | 16     |
| 20     | Griekenland         | Thalassa               | Mia krifi evaisthisia         | 12     |
| 21     | Slowakije           | Katarina Hasprová      | Modlitba                      | 8      |
| 22     | Roemenië            | Mălina Olinescu        | Eu cred                       | 6      |
| 23     | Hongarije           | Charlie                | A holnap már nem lesz szomorú | 4      |
| 24     | Frankrijk           | Marie Line             | Où aller                      | 3      |
| 25     | Zwitserland         | Gunvor                 | Lass ihn                      | 0      |

## Debuterende landen
- Macedonië: het land wilde in 1996 al deelnemen, maar raakte niet door de preselecties en nam dus niet deel aan het officiële festival. Hierdoor maakte het zijn officiële debuut na een jaar verplichte terugtrekking pas in 1998.

## Landen die met nul punten zijn gestrand
- Zwitserland

## Terugkerende landen
- België
- Finland
- Israël
- Roemenië
- Slowakije

## Verplicht terugtrekkende landen
- Bosnië en Herzegovina
- Denemarken
- IJsland
- Oostenrijk
- Rusland

Bosnië en Herzegovina, Denemarken, IJsland, Oostenrijk en Rusland hadden over de afgelopen 5 jaar het meest slecht gepresteerd van alle landen die zich aanmeldden voor het songfestival van 1998, hierdoor moesten deze landen zich verplicht terugtrekken

## Terugtrekkende landen
- Italië: Italië trekt zich terug omdat het Eurovisiesongfestival haast niet meer werd bekeken. Het land had meer aandacht voor het Festival van San Remo.

## Kaart

Deelnemende landen
Landen die al deelnamen voor 1998, maar er dat jaar niet bij waren